# Gyarmati László (gyógyszerész)
Gyarmati László, Grosz László (Balassagyarmat, 1921. április 18. – Madrid, 1980. szeptember 1.) magyar gyógyszerész, egyetemi tanár, a kémiai tudományok kandidátusa (1970), az MTA tagja.

## Életpályája
Grosz Mór (1890–1944) kiskereskedő, ügynök és Singer Erzsébet (1892–1944) gyermekeként született. Szülővárosában érettségizett. A második világháború idején munkaszolgálatos volt a keleti fronton, majd 1944 decemberében Ausztriába deportálták. Tanulmányait a budapesti Pázmány Péter Tudományegyetemen folytatta, ahol 1949-ben gyógyszerészi oklevelet szerzett. Ezt követően a Gyógyszeripari Kutatóintézetben helyezkedett el, feladatai voltak a morfinnal kapcsolatos kutatások, valamint a morfingyártás mellékalkaloidjainak izolálása. Ennek érdekében az intézeten belül egy gyógyszer-technológiai csoportot is létrehozott. 1955-ben a Magyar Néphadsereg hivatásos tisztje lett alezredesi rendfokozatban és a hadsereg kutatóintézetében dolgozott. A honvédségnél eltöltött idő alatt tanított az Egészségügyi Tiszti Iskolában is. 1957-ben a Budapesti Műszaki Egyetem (BME) Gyógyszervegyészeti szakán vegyészmérnöki oklevelet szerzett. 1960-ban a Budapesti Orvostudományi Egyetemen gyógyszerészdoktorrá avatták. 1962 és 1965 között a Magyar Tudományos Akadémia Tudományos Minősítő Bizottságának önálló aspiránsa volt. 1967-ben a BME-n magkémikus szakmérnöki végzettséget szerzett. 1970-ben az Adatok az alkaloidok és az alkaloid jellegű vegyületek toxikológiai és farmakológiai analíziséhez című dolgozatával elnyerte a kémiai tudományok kandidátusa címet. 1971-ben a Semmelweis Orvostudományi Egyetem (SOTE) Gyógyszerésztudományi kar Gyógyszerészeti Intézetének egyetemi tanárává nevezték ki. Később a Gyógyszerésztudományi kar dékánhelyettese lett. Nevéhez fűződik a biofarmácia (biogyógyszerészet) bevezetése, a gyógynövények oktatása és kutatása. Tudományos tevékenysége mellett egyik szerkesztője volt az Acta Pharmacatica Hungarica és a Gyógyszerészet című folyóiratoknak.

## Családja
Felesége 1946-tól Kovács Júlia. Gyermekei: Gyarmati Zsuzsanna és Gyarmati István.

## Főbb művei
- Kísérletes vizsgálatok a testfelületre került hólyaghúzó vegyi harcianyagok mentesítésére. Többekkel. (Katonaorvosi Szemle, 1955)
- Műanyagok és lágyítószereik kémiája. Dávid Gáborral, Kenéz Istvánnal. – Általános mérgező hatású vegyi harcianyagokról. Dávid Gáborral, Kenéz Istvánnal. (Honvédorvos, 1958)
- Kolineszteráz-bénító alkilfoszfátok toxikológiai analízise. Egyetemi doktori értekezés. (Budapest, 1960)
- Alkilfoszfátok vizsgálata vérben és szérumban. Dávid Gáborral. (Honvédorvos, 1960)
- Egyszerű gyors kolorimetriás módszer a szérum kolineszteráz aktivitás mérésére. Dávid Gáborral, Fánczi Istvánnal. (Kísérletes Orvostudomány, 1960)
- A vérsavó kolineszteráz aktivitásának alakulása alkilfoszfát-adagolás során. Dávid Gáborral. (Honvédorvos, 1961)
- A toxikológiai szempontból jelentős alkaloidok kimutatása vizeletből, elektrolit oldattal való papírkromatográfiával. Szendrei Kálmánnal. (Morphológiai és Igazságügyi Orvosi Szemle, 1961)
- Szerves fluorfoszfátok – idegmérgek – kimutatására alkalmas analitikai módszerek. 1–2. Kovács J.-vel. (Légoltalmi Szemle, 1961–1962)
- Élelmiszerek toxikus szennyeződéseinek vizsgálata. 1–3. (Élelmiszervizsgálati Közlemények, 1961–1966)
- Tyrosinszint alakulása májbetegségek szérumában. Többekkel. (Orvosi Hetilap, 1962. 19.)
- N-acetil-paraaminfenol – NAPA – és N-acetil- metaaminofenol összehasonlító toxikológiai és farmakológiai vizsgálata. Dávid Gáborral. (Kísérletes Orvostudomány, 1963)
- A klinikai toxikológia alapjai. Dávid Gáborral. (Budapest, 1963)
- A natív vérsavó sulfhydril és disulfid szintjének változásai a bőr egyes pigmentzavaraiban. Pastinszky Istvánnal. (Bőrgyógyászati és Venerológiai Szemle, 1963)
- Vékonyréteg-kromatográfia alkalmazása az orvosi laboratóriumban, különös tekintettel a toxikológiai analízisre. Dávid Gáborral. (Acta Pharmaceutica, 1964)
- Egészségügyi alakulatok tankönyve. Képes segédlet. Kovács Lászlóval, Novák Jánossal. (Budapest, 1966)
- Mérgező harci anyagok hatása az emberre. Dávid Gáborral. (Budapest, 1967)
- Élelmiszerek és mezőgazdasági termékek radioaktivitásának kialakulása és a szennyezettség vizsgálati módszerei. Többekkel. (Budapest, 1968)
- Klinikai toxikológia. Többekkel. Egyetemi tankönyv. (Budapest, 1969)
- Adatok az alkaloidok és az alkaloid jellegű vegyületek toxikológiai és farmakológiai analíziséhez. Kandidátusi értekezés. (Budapest, 1969)
- „Idegen anyagok” kimutatása az élelmiszerekből. Bíró Gézával. (Magyar Állatorvosok Lapja, 1969)
- A Halidor-fumarát kúpokból való felszabadulásának vizsgálata. Többekkel. (Acta Pharmaceutica, 1972)
- Adatok a Deprenil metabolizmusához. Többekkel. (Acta Pharmaceutica, 1975)
- A kötőanyag és a présnyomás hatásának tanulmányozása hagyományos és fluidizációs-porlasztásos eljárással készült granulátumok és tabletták tulajdonságaira. 1–2. Többekkel. (Acta Pharmaceutica, 1976–1977)
- Egyes szulfonamidok rektális felszívódásának tanulmányozása. 1–2. Többekkel. (Acta Pharmaceutica, 1977)
- Adatok a Libexin metabolizmusához. Plachy Jánossal, Rácz Istvánnal. (Acta Pharmaceutica, 1979)
- Aeroszolok gyógyszertechnológiája. Egyetemi segédkönyv. Csontos Andrással, Stampf Györggyel. (Budapest, 1979)
- A doxycyklin hidrolízisének kinetikája oldatban. Rácz Istvánnal, Szieb Katalinnal. (Acta Pharmaceutica, 1980)
- Gyógyszerészeti segédanyagok hatása a DNS-szintézisre és a javító mechanizmusokra. Sátory Évával. (Acta Pharmaceutica, 1981)
- A gyógyszertechnológia és a biofarmácia kémiai ellenőrző módszerei (Budapest, 1982)